# Бенсон, Люсиль
Люси́ль Бе́нсон (англ. Lucille Benson; 17 июля 1914, Скотсборо, Алабама — 17 февраля 1984, Скотсборо, Алабама) — американская актриса кино и телевидения.

## Биография
Люсиль Бенсон родилась 17 июля 1914 года в городке Скоттсборо (штат Алабама, США). О её отце ничего неизвестно, мать умерла от туберкулёза, когда Люсиль была ещё девочкой; её удочерила тётя.
Бенсон очень хорошо училась, была президентом своего класса в старшей школе, затем поступила в Хантингдонский колледж, а потом окончила Школу драмы при Северо-Западном университете. Получив образование, Бенсон стала работать учительницей, но в середине 1950-х годов решила изменить свою жизнь: она уехала в Лос-Анджелес, чтобы стать актрисой.
В 1955 году состоялся дебют будущей актрисы: она сыграла небольшую роль в одном эпизоде телесериала «Час United States Steel», затем последовал долгий перерыв, и в 1960 году Бенсон впервые появилась на широком экране — в известном фильме «Из породы беглецов». Снова перерыв, лишь в 1964 году она сыграла маленькую роль в одном эпизоде телесериала «Ист-Сайд, Вест-Сайд», а затем вновь долгое время Бенсон не приглашали сниматься. В 1970 году она снялась в небольшой роли в кинофильме «ВУСА», лишь только после этой ленты 56-летняя актриса была замечена и оценена продюсерами, Бенсон начала сниматься регулярно, хотя только во второстепенных и эпизодических ролях (исключение — главная роль (указана в титрах второй по счёту) в фильме ужасов «Части тела» (1972)).
Много снималась в телесериалах в гостевых ролях, а в сериале «Закадычные друзья» исполнила заметную роль, появившись за год в 17 эпизодах (1980—1981).
Бенсон снималась почти до самой своей смерти, свои последние роли она исполнила в возрасте 69 лет. Основной актёрский образ — пожилые леди с Юга, так как у Бенсон был прочный «южный акцент».
Люсиль Бенсон скончалась 17 февраля 1984 года в больнице родного городка Скоттсборо от рака печени. Её тело было кремировано, и прах погребён под скромным бронзовым надгробием на местном кладбище.

## Фильмография

### Широкий экран
- 1960 — Из породы беглецов / The Fugitive Kind — Бьюла Биннингс
- 1970 — ВУСА[англ.] / WUSA — старшая медсестра (matron)
- 1970 — Малыш Фаусс и Большой Хэлси[англ.] / Little Fauss and Big Halsy — «Мамаша» Фаусс
- 1972 — Бойня номер пять / Slaughterhouse-Five — мать Билли
- 1972 — Части тела[англ.] / Private Parts — Марта Этвуд, управляющая гостиницы «Король Эдуард»
- 1973 — Том Сойер / Tom Sawyer — вдова Дуглас
- 1974 — Мэйм[англ.] / Mame — мать Бёрнсайд
- 1974 — Гекльберри Финн / Huckleberry Finn — вдова Дуглас
- 1976 — Серебряная стрела / Silver Streak — Рита Бэбтри
- 1977 — Величайший / The Greatest — миссис Фэрли
- 1979 — 1941 / 1941 — «Газовая Мамаша» (Элоиза)
- 1981 — Эми[англ.] / Amy — Роуз Меткалф
- 1981 — Хэллоуин 2 / Halloween II — миссис Элрод

### Телевидение
- 1955 — Час United States Steel[англ.] / The United States Steel Hour — Бенита (в эпизоде Hung for a Sheep)
- 1964 — Ист-Сайд, Вест-Сайд[англ.] / East Side West Side — женщина в раздевалке (в эпизоде The Street)
- 1971 — Кеннон[англ.] / Cannon — владелица (в эпизоде The Salinas Jackpot)
- 1971 — Дуэль / Duel — хозяйка АЗС со змеями
- 1972 — Женщины в цепях[англ.] / Women in Chains — Билли
- 1972 — Бонанза / Bonanza — миссис Мелоди (в эпизоде Search in Limbo[англ.])
- 1972, 1974 — Менникс[англ.] / Mannix — Мира • Айда (в 2 эпизодах[англ.])
- 1973 — Дочь дьявола[англ.] / The Devil's Daughter — Джанет Пул
- 1973 — Синий рыцарь[англ.] / The Blue Knight — Эльмира Гуч
- 1973, 1976 — Критическое положение![англ.] / Emergency! — Энни • Марта (в 2 эпизодах[англ.])
- 1974—1976 — Петрочелли[англ.] / Petrocelli — 4 персонажа (в 4 эпизодах)
- 1976 — ? / Switch — Эдна (в эпизоде Ain't Nobody Here Named Barney)
- 1976 — Женщина-полицейский / Police Woman — тётушка Бенджамин (в эпизоде Double Image[англ.])
- 1976 — Уолтоны / The Waltons — Тилли Шэнкс (в эпизоде The Fledgling[англ.])
- 1977 — Озарение[англ.] / Insight — Ирма (в эпизоде Leroy)
- 1978 — Чудо-женщина / Wonder Woman — Фло (в эпизоде The Murderous Missile[англ.])
- 1978 — Лесси: Новое начало / Lassie: The New Beginning — Юнона
- 1978 — Восьми достаточно / Eight Is Enough — подруга Джо Саймонса (в 2 эпизодах)
- 1978—1979 — Как был завоёван Запад[англ.] / How the West Was Won — мисс Агнес • мисс Уокер (в 2 эпизодах)
- 1978, 1982 — Диснейленд[англ.] / Disneyland — миссис Левелор • бабушка Хопкинс (в 2 эпизодах)
- 1979 — Охотник Джон[англ.] / Trapper John, M.D. — Кларисса Мэй Перселл (в эпизоде Taxi in the Rain[англ.])
- 1979—1980 — Семейка Роперов[англ.] / The Ropers — мать (в 4 эпизодах)
- 1980 — Маленький домик в прериях / Little House on the Prairie — мисс Тримбл (в эпизоде Sweet Sixteen[англ.])
- 1980 — Придурки из Хаззарда / The Dukes of Hazzard — мамаша Колтрейн (в эпизоде Mrs. Rosco P. Coltrane[англ.])
- 1980—1981 — Закадычные друзья[англ.] / Bosom Buddies — Лилли Синклер, управляющая гостиницы «только для женщин» (в 17 эпизодах)
- 1981 — Ниро Вульф[англ.] / Nero Wolfe — домовладелица (в эпизоде Wolfe at the Door)
- 1981 — Лодка любви / The Love Boat — Дорис (в эпизоде Take a Letter, Vicki / The Floating Bridge Game / The Joy of Celibacy[англ.])
- 1982 — Саймон и Саймон[англ.] / Simon & Simon — миссис Дороти Бартлетт (в эпизоде Tanks for the Memories[англ.])
- 1982—1983 — Элис[англ.] / Alice — Люсиль • Грейс (в 3 эпизодах)

### Прочие работы
- 1982 — реклама видеоигры Pitfall!